# Чобану Степан Іванович
Степа́н Іва́нович Чоба́ну (21 грудня 1963, с. Долинське, Українська РСР, СРСР — 28 лютого 2022, м. Кропивницький, Україна) — підполковник (посметрно з 01.10.2023) Збройних сил України, льотчик-винищувач, командир ланки авіаційної ескадрильї, пілот-інструктор, до березня 2010 року начальник повітряно-вогневої та тактичної підготовки 831 БрТА, учасник російсько-української війни.

## Життєпис
Степан Чобану народився 21 грудня 1963 року в селі Долинському, нині Ренійської громади Ізмаїльського району Одеської області в сім'ї робітників.
У 1982 році закінчив Ізмаїльський ТСААФ (спеціальність — водій). Того ж року був призваний на строкову службу до Збройних сил СРСР, служив водієм санітарного автомобіля в м. Умані, в одному з навчальних авіаційних полків ЧВВАУЛ, де познайомився з багатьма курсантами-льотчиками, після чого вирішив вступити до вишого льотного училища в м. Чернігів. Батьки Степана Івановича не знали, що він вирішив обрати саме таку професію. Закінчив Чернігівське вище військове авіаційне училище льотчиків (1987). Один із небагатьох курсантів, які завершили навчання на бойовому літаку МіГ-23. Після навчання у виші був відправлений на проходження служби на Кіровоградщині.
З 1987 року проходив військову службу в 190-му винищувальному авіаційному полку, дислокованому в місті Кіровограді, на аеродромі Канатове, проживав на вулиці Добровольського, 7. Під час служби на МіГ-23 виявляв бажання виконувати бойові завдання в Афганістані, але через молодий вік залишився в місці постійної дислокації. 1990 року пройшов перенавчання на літак Су-27 й був направлений для подальшого проходження служби у 831-й винищувальний авіаційний полк, дислокований в місті Миргороді. 
З 1992 року, присягнувши на вірність народу України продовжував гідно виконувати свій військовий обов'язок у лавах Збройних сил України. У скрутні часи для країни, при дефіциті авіаційного гасу, польотів та відсутності грошового забезпечення, не дивлячись на це, як і багато інших авіаторів, продовжував виконувати поставлені задачі з чергування в складі сил ППО, та захисту нашої країни. Здобув кваліфікацію «Військовий льотчик 1 класу», його загальний наліт склав понад 1100 годин на літаках Л-39, МіГ-23 (модифікацій «М», «МЛ», «МЛД»), Су-27. Учасник багатьох навчань та досліджень військової техніки, брав участь у трьох військових парадах з нагоди Дня Незалежності України — пролітав над Хрещатиком у 1998, 2001, 2008 роках. Брав участь у складі демонстраційної групи вітчизняних ВПС у Румунії у 2001 та 2016 році.

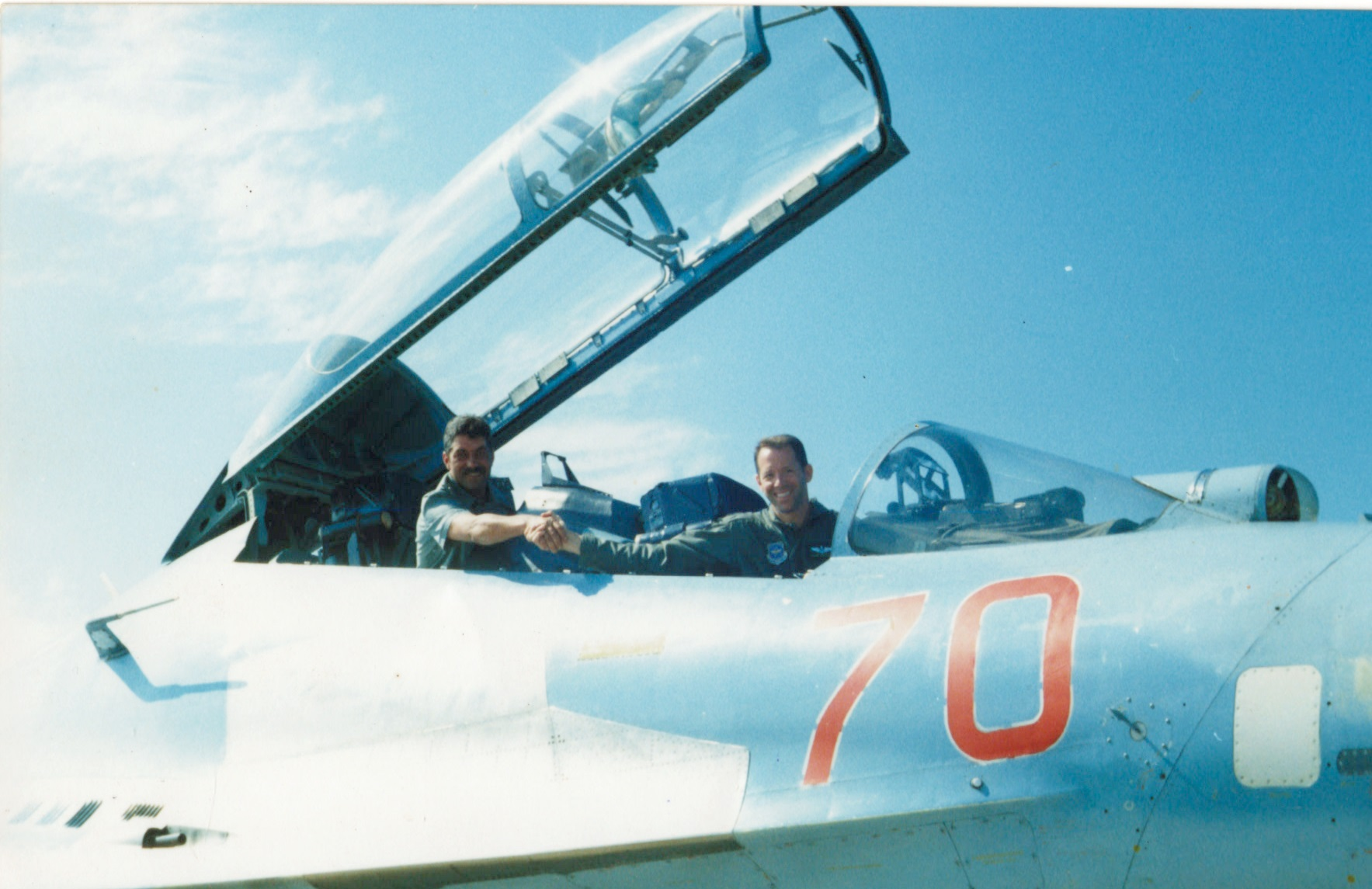
Степан Чобану в кабіні літака Су-27УБ б/н 70 з американським льотчиком Марком Ф.

2010 року пішов на заслужений відпочинок, але 2015 року в зв'язку з військовою агресією Російської Федерації вирішив повернутися до лав ЗСУ, маючи бездоганний послужний список і відмінні льотні навички він був необхідний для підсилення українських Повітряних Сил. Як один із найдосвідченіших льотчиків, постійно чергував у складі сил протиповітряної оборони. Підтримував молодий льотний склад, підвищував їх вишкіл, навчав їх польотів як льотчик-інструктор.
23 лютого 2022 року Степан Іванович заступив на бойове чергування, а вже 24 лютого 2022 року вивів літак з-під підступного російського ракетного удару країни-агресора, з честю і гідністю продовжував виконувати бойові вильоти, за декілька днів встиг виконати більше 10 бойових вильотів, для протидії ворожій авіації та крилатим ракетам. 

28 лютого на літаку Су-27 першим піднявся в повітря і вступив у повітряний бій над містом Кропивницьким, відволікаючи на себе ворожу авіацію, був атакований ракетами, внаслідок чого загинув смертю хоробрих. Його дії забезпечили підняття у повітря решти літаків частини, виведення їх з-під удару та перебазування на резервний аеродром.

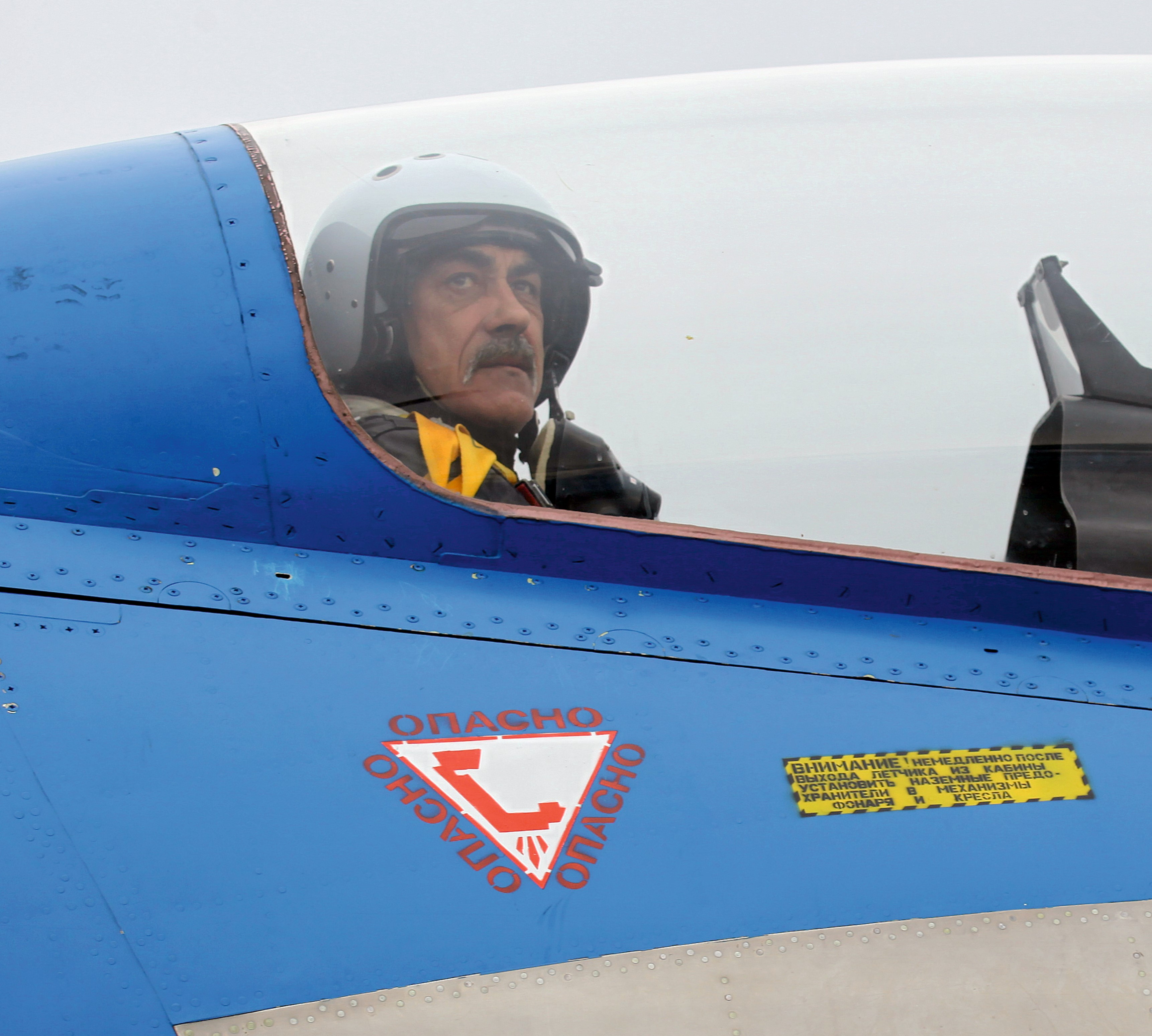

Похований 6 березня 2022 року з військовими почестями на військовому цвинтарі в м. Миргороді на Полтавщині разом з Олександром Оксанченком.

## Родина
Залишилась дружина та двоє синів.

## Нагороди
- Звання «Герой України» з удостоєнням ордена «Золота Зірка» (2022, посмертно) — за особисту мужність і героїзм, виявлені у захисті державного суверенітету та територіальної цілісності України, вірність військовій присязі[4];
- Нагрудний знак Начальника Генерального Штабу — Головнокомандувача Збройних Сил України «За досягнення у військовій службі» ІІ ступеня (2021).

## Вшанування пам'яті
- Ім'я Героя України, льотчика-винищувача Степана Чобану отримала вулиця Добровольського в м. Кропивницькому, на якій він мешкав під час проходження служби в 1987—1989 роках за адресою Добровольського, 7;
- У м. Мукачевому вулицю Гастелло перейменовано на вулицю Степана Чобану.
- У м. Миргороді вулицю Спартаківську перейменовано на вулицю Степана Чобану[5][6].
- У м. Києві вулицю Василя Алексухіна перейменували на Вулицю Степана Чобану.
- У місті Рені вулицю 28 червня перейменували на вулицю Степана Чобану.[7]
- Миргородська міська рада у вересні 2022 року присвоїла Степану Івановичу Чобану звання «Почесний громадянин Миргорода».
- Графічний портрет Степана Чобану увійшов до Календаря 2023 року про видатних українців[8].